# 瀬野ユリエ
瀬野 ユリエ（せの ゆりえ、1991年7月12日 - ）は、日本のレースクイーン・モデルである。
2014年までは「ユリエ」名だったが、事務所移籍で「瀬野ユリエ」として活動している。
宮城県仙台市出身。イー・スマイル所属。モデル撮影会出演やイベントコンパニオンの仕事をしている。

## 来歴・人物
4人兄妹の長女（兄2人と弟1人がいる）として宮城県仙台市に出生。大学在学中から地元のモデルエージェンシー「ラ・ディセ」に所属しモデルの仕事を始め、2013年からはスポーツランドSUGOのレースクイーンを2年間務める。
2015年1月、上京と共にイー・スマイルに移籍し、全国区での活動を開始。2015年2月、GT 500 KOBELCO SARDレースクイーン、2016年2月、SUPER GT 「TEAM UPGARAGE with BANDOH」、DRIFT ANGELS副キャプテン就任。2017年3月、GT 500 KOBELCO SARD レースクイーンに１年ぶりに復帰した。
趣味はスポーツ観戦・カラオケ・散歩・料理。特技は秘書技能検定3級・実用技能検定3級。

## 主な活動

### レースクイーン
- スポーツランドSUGO「スポーツランドSUGOレースクイーン」（2013年・2014年）[3]
- KOBELCO GIRLS・SUPER GT 「KOBELCO SARDレースクイーン」（2015年）[7]
- D1グランプリ「GOODYEAR ANGEL」（2015年・2016年）[8]
- DRIFT ANGELS・SUPER GT 「TEAM UPGARAGE with BANDOHレースクイーン」（2016年）[9]
- スーパーフォーミュラ「KONDO Racing ラフィーネレディ」（2016年）[10]
- 2016年レッドブル・エアレース・ワールドシリーズ 千葉「マティアス・ドルダラー（No.21 マティアス・ドルダラー・レーシング）」チームガール（2016年6月4日・5日、幕張海浜公園）[11]
- スーパー耐久「TRACY SPORTS MUTA Racing レースクイーン」（2016年11月19日・20日、オートポリス）- 千葉悠凪と共にスポット参加[12]
- SUPER GT「LEXUS TEAM SARD “SARD・KOBELCO イメージガール”」（2017年）[13]　相方は西村いちか、三城千咲、比良祐里
- SUPER GT・スーパーフォーミュラのレースアンバサダーTOYOTA GAZOO Racing「GAZOO Lady」(2024年）[14]　相方は初澤彩花、林紗久羅、太田麻美

### イベント
- 東京オートサロン:TWS[15]（2015年1月 、幕張メッセ）[16]
- オートサービスショー[17]:インターサポート[18]（2015年7月、東京ビッグサイト）
- 東京モーターショー:TOYOTA（2015年10月、東京ビッグサイト）
- 東京オートサロン:GOOD YEAR[19]（2016年1月、幕張メッセ）[20]
- 札幌モーターショー:TOYOTA（2016年1月、札幌ドーム） [21]
- 東京オートサロン:アップガレージ[22]（2017年1月、幕張メッセ）[23]
- ジャパンゴルフフェア2017[24]:キャロウェイゴルフブース[25]（2017年3月、パシフィコ横浜）[26]
- オートモーティブワールド2018:SCSKブース[27]（2018年1月、東京ビッグサイト）
- ニコニコ超会議 2018:「ニコニコ超刑務所からの脱出ブース」（2018年4月）[28]
- Interop Tokyo2018:POWERS (ISFnet)ブース[29]（2018年6月、幕張メッセ）
- 東京ゲームショウ
2018:JPPVRブース（2017年9月）[30]（2018年9月、幕張メッセ）
- 東京モーターサイクルショー
2018:ヒョウドウプロダクツ(HYOD)ブース（2019年3月）[31]（2019年3月、東京ビッグサイト）
- 東京オートサロン:TOYOTAGAZOOブース（2024年1月、幕張メッセ）[32]

### 雑誌
- 2015年1月23日『週刊オーレ』
- 2015年10月31日『GALS PARADISE 2015 トップレースクイーン編』（三栄書房）　ISBN 978-4-7796-2638-8
- 2016年1月3日『ギャルズパラダイス2015DVDスペシャル』（三栄書房）　ISBN 978-4-7796-2722-4
- 2016年6月20日 『ギャルズパラダイス2016 スーパーGTレースクイーンオフィシャルガイドブック』（三栄書房）　ISBN 978-4-7796-2895-5
- 2017年1月7日『ギャルズパラダイス2016DVDスペシャル』（三栄書房）　ISBN 978-4-7796-3109-2
- AKIBA Spec Vo.86 2017年1月号　表紙モデル 電子版（エレクトロイメージング　fujisan.co.jp）
- AKIBA Spec Vo.89 2017年4月号　表紙モデル 電子版（エレクトロイメージング　fujisan.co.jp）

### テレビ番組
- One Switch Cafe（東北放送、2014年4月 - 2015年3月出演）

### ラジオ番組
- FLICK MOTION（Date fm、2013年4月 - 9月出演[33]）

### 舞台
- GO, JET!GO!GO! vol.1（エアースタジオ、2017年2月22日 - 27日）[34]
- Pink! Aチーム　石ノ森芽衣役（エアースタジオ、2019年10月18日 - 27日）[35]

### 映画
- 第6回八王子shortfilm映画祭「タコノアシ絶滅危惧種の恋」主人公　古川もえ役（ 河村永徳監督）、2018年）[36]
- アイドルスナイパー THE MOVIE（2020年10月3日、K-Network Family） - 五条みゆき 役[37]
- 震災復興プロジェクト「3.10 ～その日、あなたは何をしていましたか～」クラウドファンディング[38](2021年3月）-高校教師、真里役[39]

### その他
- K-1 Global Holdings Limited（K-1 GIRLS team K-1　2019）[40]- 他メンバー：夏瀬まり、真木しおり、河辺ほのか、蘭、麻田ゆん